# Thierry Bricaud
Thierry Bricaud durante o Critérium do Dauphiné de 2014
Thierry Bricaud, nascido em 8 de novembro de 1969, é um ciclista e diretor desportivo francês. Chega a director desportista em 1998 na equipa aficionada Vendée U, tem dirigido depois as equipas profissionais Bonjour e Brioches La Panadera. Exerce esta função desde 2006 nas fileiras da equipa FDJ-BigMat segue daqui por diante na FDJ.

## Palmarés
- 1989
  - 2.º da Tour de Loire-Atlantique
- 1991
  -     - 7. ª etapa da Course de la Paix

  - Jard-Les Herbiers
  - 2.º de Burdeaux-Saintes
  - 2.º do Circuit de la vallée de la Loire
- 1992
  - 2.º do Souvenir Louison-Bobet
  - 2.º de Tarbes-Sauveterre
- 1993
  - Trois Jours des Mauges
- 1994
  - 3.º do Grande Prêmio de Montamisé
  - 3.º da Tour de Loire-Atlantique
- 1995
  - Ronde du Pays basque
    - 4.ºb etapa dos Quatro Dias de l'Aisne
    - 5. ª etapa da Mi-août bretonne

  - 3.º de Paris-Roubaix amateurs
- 1996
  - Tro Bro Leon
  - 2.º da Ronde du Pays basque
  - 2.º do Grande Prêmio de Beuvry-la-Forêt
  - 3.º do Circuit de la vallée de la Loire